# Kalenda maya
Kalenda maya («Calenda de mayo» o «Festividad de los Mayos» en provenzal) es una de las composiciones más conocidas de Raimbaut de Vaqueiras. Se trata de una canción dedicada a la mujer amada y está compuesta por seis cobla, siendo el primer ejemplo conocido de estampida vocal. En la vida de Raimbaut se cuenta que el trovador se inspiró en dos bufones que habían acudido a su corte y representaron con la viela una estampida que le impresionó mucho y a la que luego añadió la letra. No es una historia descabellada, teniendo en cuenta que la estampida era un género predominantemente instrumental. Además, existe una chanson trovérica titulada Souvent souspire, cuya melodía y métrica presentan una particular afinidad con Kalenda maya. Varios estudiosos consideran esta última un contrafactum de Souvent souspire; sin embargo, Heinrich Husmann ha señalado que Kalenda maya se adhería mejor a la música que su contraparte trovérica, por lo que considera más probable que fuese esta misma obra el modelo y no una obra derivada.